# Timon von Phleius
Timon von Phleius  (altgriechisch Τίμων Tímōn; * um 320 v. Chr. in Phleius; † um 230 v. Chr. in Athen) war ein antiker griechischer Philosoph, satirischer Dichter und Wanderredner.

Timon studierte Philosophie bei Stilpon von Megara und Pyrrhon von Elis, dem Begründer der Pyrrhonischen Skepsis, von dem er stark geprägt wurde. Nachdem er durch Lehr- und Vortragstätigkeit in Chalkedon bekannt und einigermaßen wohlhabend geworden war, verbrachte er den Rest seines Lebens vor allem in Athen, wo er auch starb. Er verfasste zahlreiche poetische und prosaische Werke, darunter Epen, Tragödien, Komödien und Satyrspiele. Von diesen Werken sind nur wenige Fragmente erhalten.
Am bekanntesten waren und sind allerdings seine Silloi (Σίλλοι), ein großes satirisches hexametrisches Gedicht in drei Büchern, das teilweise als Parodie auf Homers Epen angelegt war. Darin verspottet Timon sämtliche Philosophen vor Pyrrhon als von „Vielwisserei aufgeblähte Schläuche“, die in Wirklichkeit gar nichts Gewisses, schon gar keine Weisheit erkannt hätten, sondern dies nur vorgäben. Vom ärgsten Spott verschont wird nur Xenophanes, den Timon als Erkenntniskritiker versteht, der sich unter allen Denkern noch am ehrlichsten gezeigt habe und der in den Silloi als eine Art Führer durch die Wahnideen der anderen Denker fungiert. Wirklich weise aber sei nur Pyrrhon, den Timon geradezu als „Sonne“ anspricht und verherrlicht.
Auch von den Silloi sind nur einige Fragmente erhalten. Dem Lob Pyrrhons dienten auch ein erhaltener Dialog, der unter dem Titel Python eine Unterhaltung zwischen Timon und seinem Lehrer wiedergibt, die sie auf dem Weg zum Orakel von Delphi führen, sowie durch einige Fragmente bezeugte Gedichte in elegischen Distichen. Da Pyrrhon selbst keinerlei schriftliche Aufzeichnungen hinterließ, wurde Timon durch seine Werke zum Vermittler der Gedanken Pyrrhons und prägte damit das bleibende Bild der Pyrrhonischen Skepsis.
Nicht zu verwechseln ist Timon von Phleius mit dem Misanthropen Timon von Athen. Beide wurden aber später in der anekdotischen Überlieferung gleichgesetzt. Der solchermaßen verschmolzene Timon bildete eine Inspiration für William Shakespeares unvollendetes Drama Timon von Athen, das allerdings mit dem historischen Timon von Phleius nicht viel gemein hat.

## Ausgaben und Übersetzungen der Quellen und Fragmente
- Hugh Lloyd-Jones, Peter J. Parsons: Supplementum Hellenisticum. Berlin 1983 (bietet auf S. 368–395 eine umfangreiche Sammlung der Fragmente Timons im griechischen Original)
- Anthony A. Long, David N. Sedley: The Hellenistic Philosophers. 2 Bände. Cambridge University Press, Cambridge u. a. 1987 (Bd. 1 bietet auf S. 13–24 die wichtigsten Zeugnisse über Pyrrhon und Timon in englischer Übersetzung, Bd. 2 auf S. 1–17 die griechischen Originaltexte)